# Na Rovella
Na Rovella es un barrio de la ciudad de Valencia (España), perteneciente al distrito de Quatre Carreres. Se encuentra al sureste de la ciudad y limita al norte con En Corts y Monteolivete, al este con la Ciudad de las Artes y las Ciencias, al sur con Fuente San Luis y al oeste con Malilla. Su población en 2022 era de 7.540 habitantes.

## Historia
El barrio recibe su nombre de la acequia de Rovella, que cruza su territorio en dirección a Nazaret. En 1877 Na Rovella, junto con todo el territorio del antiguo municipio de Ruzafa, pasó a formar parte del término municipal de Valencia.